# The Emancipation of Mimi
The Emancipation of Mimi (tạm dịch Sự giải thoát của Mimi) là album phòng thu thứ mười của ca sĩ người Mỹ Mariah Carey, phát hành ngày 12 tháng 4 năm 2005 bởi Island Records. Sau những biến cố trong đời sống cá nhân và thất bại về mặt thương mại lẫn chuyên môn của hai album phòng thu trước Glitter (2001) và Charmbracelet (2002), The Emancipation of Mimi được nhiều nhà phê bình nhìn nhận như "album trở lại" của Carey. Nữ ca sĩ quyết định sử dụng biệt danh cá nhân "Mimi" cho tiêu đề album, thể hiện khía cạnh thân mật hơn của cô, đồng thời đưa ra tuyên ngôn về sự giải phóng khỏi những khó khăn cô đã trải qua. Đĩa nhạc được sáng tác và thu âm xuyên suốt năm 2004, trong đó Carey hợp tác với nhiều nhạc sĩ và nhà sản xuất thị trường nhạc đương đại, như Jermaine Dupri, Snoop Dogg, Kanye West, Twista, Nelly, Pharrell Williams và James "Big Jim" Wright, nhiều người trong số họ cũng xuất hiện với tư cách nghệ sĩ góp giọng ở một số bài hát.
Mặc dù có khuynh hướng sản xuất tương tự như những album trước của Carey và tập trung khai thác những bản ballad đặc trưng của cô, The Emancipation of Mimi cũng theo đuổi phong cách âm nhạc theo hướng dance và nhịp độ nhanh để phù hợp với mô-típ ăn mừng của đĩa nhạc. Sau khi phát hành, album nhận được nhiều lời khen ngợi từ giới phê bình, trong đó họ đánh giá cao khâu sản xuất và chất giọng của Carey, đồng thời lưu ý đến chủ đề độc lập và thiếu kiềm chế, gọi đây là một bản thu âm "tiệc tùng". The Emancipation of Mimi cũng tiếp nhận những thành công lớn về mặt thương mại, đứng đầu bảng xếp hạng ở Hy Lạp và lọt vào top 5 ở nhiều thị trường lớn như Canada, Đan Mạch, Pháp và Nhật Bản. Tại Hoa Kỳ, album ra mắt ở vị trí số một trên bảng xếp hạng Billboard 200 với 404,000 bản được tiêu thụ trong tuần đầu và trở thành album bán chạy nhất năm 2005 tại đây. The Emancipation of Mimi đã bán được hơn 10 triệu bản trên toàn thế giới, trở thành một trong những album bán chạy nhất thế kỷ 21.
Bảy đĩa đơn đã được phát hành từ album. Đĩa đơn đầu tiên, "It's Like That" trở thành một trong những tác phẩm có thứ hạng cao nhất của cô trong nhiều năm, lọt vào top 20 ở một số quốc gia. "We Belong Together" đứng đầu bảng xếp hạng Billboard Hot 100 trong 14 tuần và là đĩa đơn thành công nhất thập niên 2000 tại Hoa Kỳ, cũng như vươn đến top 5 ở nhiều thị trường khác. Đĩa đơn thứ ba, "Shake It Off" giúp Carey trở thành nghệ sĩ nữ đầu tiên thống trị hai vị trí dẫn đầu tại Hoa Kỳ dưới cương vị hát chính, trong khi đĩa đơn nằm trong bản tái phát hành Ultra Platinum Edition là "Don't Forget About Us" trở thành đĩa đơn quán quân thứ 17 của Carey trên Hot 100. Để quảng bá album, Carey thực hiện chuyến lưu diễn thứ sáu mang tên The Adventures of Mimi với 40 đêm diễn đi qua Bắc Mỹ, Châu Á và Châu Phi. The Emancipation of Mimi sau đó nhận được tám đề cử tại giải Grammy lần thứ 48, bao gồm cả Album của năm và chiến thắng ba giải, trong đó có Album R&B đương đại xuất sắc nhất.

## Bối cảnh
Năm 2001, Carey trải qua những biến cố về mặt cá nhân, sự nghiệp, chuyên môn lẫn thương mại sau nhiều phản hồi không mấy tích cực đối với bộ phim đầu tay của cô Glitter (2001). Bộ phim bị giới phê bình chỉ trích gay gắt và chỉ thu về chưa đến 8 triệu đô la doanh thu phòng vé. Sau khi đăng tải một bức thư trải lòng trên trang web cá nhân chính thức, Carey phải nhập viện tại một bệnh viện ở Connecticut vì "suy sụp tinh thần và thể chất". Sau những thành tích bết bát của bộ phim và nhạc phim, Virgin Records America thanh lý hợp đồng thu âm vô tiền khoáng hậu trị giá 100 triệu đô la của Carey, trong đó công ty trả cho cô 28 triệu đô la để kết thúc trước thời hạn. Carey bay đến Capri, Ý sau hai tuần nằm viện. Trong năm tháng tại đây, cô bắt đầu viết một album phòng thu mới, lấy cảm hứng từ những trải nghiệm thời gian qua của cô làm chủ đề. Sau khi được Island Records ký hợp đồng và tạo ra hãng đĩa riêng  MonarC Entertainment, Carey phát hành album mang tính chất "trở lại" Charmbracelet. Giới phê bình cho rằng đây là một sự cải thiện mạnh mẽ so với Glitter, nhưng không đủ để cô lấy lại ánh hào quang như trong giai đoạn đầu sự nghiệp.
Sau ba năm chịu sự "chê bai" từ giới phê bình, Carey lên kế hoạch trở lại với âm nhạc. Ngày 18 tháng 11 năm 2004, cô tiết lộ trên trang web của mình rằng tên album mới sẽ là The Emancipation of Mimi. Trong lúc Carey đang thu âm album, giám đốc điều hành của Island Records L.A. Reid tiết lộ rằng những người bạn thân gọi nữ ca sĩ là "Mimi". Ông nói với Carey, "Tôi cảm nhận được tinh thần của bạn trong đĩa nhạc này. Bạn nên sử dụng cái tên đó trong tiêu đề, bởi đó là khía cạnh vui vẻ mà mọi người không nhìn thấy – khía cạnh có thể cười trước những trò đùa về lối sống diva và sự đổ vỡ, cười với bất kể điều gì họ muốn nói về bạn và hãy cứ sống và tận hưởng nó." Carey giải thích rằng Mimi là một "biệt danh rất riêng tư" chỉ được sử dụng bởi những người thân của cô, và điều đó có nghĩa cô sẵn sàng mất cảnh giác để mời người hâm mộ đến gần hơn với cô. Nữ ca sĩ cho rằng nếu đặt tên album là The Emancipation of Mariah Carey thì sẽ "thật đáng ghét".

## Sáng tác và thu âm
Trong một lần đến phòng thu âm, Carey được nghe một đoạn giai điệu của The Legendary Traxster. Ngày hôm sau, cô gặp rapper người Mỹ Twista ở hậu trường một buổi diễn. Khi Carey đề cập đến bài hát, Twista nói với cô rằng phần giai điệu đó ban đầu thuộc về anh, và anh cũng đã viết lời dựa trên đoạn nhạc. Họ quyết định hợp tác thực hiện bài hát, về sau được đặt tên là "One and Only". Trong những tháng tiếp theo, Carey sáng tác và đồng sản xuất một số bản nhạc bao gồm Say Somethin' (với Snoop Dogg và The Neptunes), "To the Floor" (với Nelly) và "Fly Like a Bird" với James "Big Jim" Wright. Đến tháng 11, cô cảm thấy đã có đủ sáng tác hay cho The Emancipation of Mimi. Tuy nhiên, sau khi nghe album, Reid đề nghị nữ ca sĩ sáng tác thêm một vài đĩa đơn "mạnh mẽ" hơn để đảm bảo cho thành công thương mại của dự án. Dựa trên sự giới thiệu của ông, Carey gặp Jermaine Dupri ở Atlanta trong một làm việc ngắn tại phòng thu, vì Reid cảm thấy cô từng viết một số tác phẩm hay nhất của mình với Dupri. Trong chuyến đi kéo dài hai ngày, Carey và Dupri sáng tác và sản xuất "Shake It Off" và "Get Your Number", được phát hành dưới dạng đĩa đơn thứ ba và thứ tư của album. Sau buổi thu âm trên, "Shake It Off" được chọn làm đĩa đơn chủ đạo của album trong thời gian ngắn, thay thế những ứng cử viên ban đầu, "Stay The Night" và "Say Somethin'". Carey sau đó trở lại Atlanta để gặp Dupri lần thứ hai; và họ viết nên hai bài hát cuối cùng cho album: "We Belong Together" và "It's Like That". Trong một cuộc phỏng vấn với Billboard, Carey mô tả cảm nhận của mình về "It's Like That" trong giai đoạn sản xuất:

Tôi thấy thật thư giãn. Tôi cảm giác rất tuyệt vời về bài hát khi chúng tôi viết xong, và khi tôi bay trở về từ Atlanta trong một giờ điên rồ của buổi sáng... Ngay lúc chúng tôi nghe bản nhạc trên chuyến bay, dù chỉ mới là bản thu nháp, tôi đã thấy có điều gì đó rất đặc biệt.

Sau đó, Carey và quản lý của cô quyết định chọn "It's Like That" làm đĩa đơn chủ đạo của album, gọi đây là "sự khởi đầu phù hợp". Nữ ca sĩ khen ngợi Dupri là người "tập trung" và chia sẻ rằng họ đã cùng nhau sáng tác một số bài hát cô yêu thích trong album. Cô nói với MTV, "Album này không nhằm mục đích làm hài lòng những giám đốc điều hành lớn tuổi bằng những bản ballad buồn thảm, đẫm nước mắt hoặc [điều gì đó] tràn ngập những thị phi truyền thông về cuộc đời tôi. Điều tôi cố gắng làm là khiến những buổi thu âm trở nên thô sơ như nhạc soul những năm 70... " Theo Reid, Carey dự định tạo nên một album với phần âm thanh ít trau chuốt hơn những đĩa nhạc trước của cô. Nữ ca sĩ thể hiện sự thất vọng trước khâu sản xuất quá dày đặc của những album trước, bao gồm những âm thanh "chuông và sáo" không cần thiết. Thay vào đó, Carey chọn thu âm trực tiếp phần lớn của The Emancipation of Mimi với ban nhạc. Reid đồng ý với quyết định và cảm thấy rằng giọng thu trực tiếp khiến album trở nên chân thực hơn.

## Sáng tác
Theo Fox News, The Emancipation of Mimi là album nhiều sắc thái nhất của Carey ở thời điểm đó; đĩa nhạc thể hiện sự tự do sáng tạo của cô, vì trước đây cô phải chịu áp lực từ những kỳ vọng của các nhà điều hành hãng đĩa. Họ ghi nhận mô típ giải phóng nền văn hóa và sự nghiệp của album xuyên suốt những bài hát. Trong một cuộc phỏng vấn với Hartford Courant, Carey nói về sự tiết chế sáng tạo cô phải trải qua trong Charmbracelet, một điều hoàn toàn trái ngược với album mới. Album trước được thực hiện với mục tiêu vực dậy sự nổi tiếng của Carey đối với khán giả adult contemporary, sau sự thụt lùi với Glitter, trong đó cô sử dụng nhạc mẫu từ những giai điệu thập niên 1980. Ngoài sự tương đồng với những bản ballad trong Charmbracelet, nhiều bài hát trong The Emancipation of Mimi còn bao gồm những ảnh hưởng của R&B và hip hop, đồng thời được sáng tác ở nhịp độ cao. Theo Dimitri Ehrlich, biên tập viên của Vibe, album chứa đựng nhiều khía cạnh âm nhạc:

Mimi kéo Carey theo hai hướng ngược nhau. Một hướng với những bài hát được cô kết hợp với những nhà sản xuất hip hop hot nhất hiện nay; ở đó, cô tiết chế và nương theo tiết tấu. Ở mặt còn lại, cô được phép làm những điều quen thuộc một cách tự nhiên nhát—ngân vang những khao khát từ trái tim, có lẽ để xoa dịu những người không quan tâm nhiều đến việc cô tham gia lãnh thổ rap trần trụi hơn.

The Emancipation of Mimi khám phá nhiều thể loại khác nhau; Greg Kot của Chicago Tribune cảm thấy rằng album kết hợp một cách hiệu quả "các yếu tố hip-hop và R&B vào những bản nhạc pop thu hút nhiều người nghe." Theo nhân viên của Billboard, "sự giải phóng của Carey thấm đẫm trong những bản hip-hop và ballad R&B cổ điển". Alyssa Rashbaum của MTV coi đĩa nhạc là "một tác phẩm pop và R&B chủ yếu [...] nhuốm chút hơi hướng hip-hop." Trong khi đó, Stephen Thomas Erlewine của AllMusic lại xem The Emancipation of Mimi là "một bản thu dance-pop bóng bẩy, được chế tác tinh xảo".  Bên cạnh những bản ballad và nhịp độ nhanh, The Emancipation of Mimi còn kết hợp các yếu tố của soul và những thể loại lấy cảm hứng từ thập niên 1970, thể hiện rõ trong bản nhạc cuối mang âm hưởng phúc âm, "Fly Like a Bird". Trong khi hầu hết những bài hát đều sử dụng nhạc cụ và ban nhạc chơi trực tiếp, một số bài hát có nhịp độ nhanh được sắp xếp và tổng hợp bằng máy tính. Về mặt phong cách, một số nhà phê bình coi đây là đĩa nhạc đa dạng nhất của Carey trong nhiều năm, và là album nêu bật nhiều lựa chọn và kỹ thuật sản xuất khác nhau.
"It's Like That" được viết và sản xuất bởi Carey và Jermaine Dupri, trong đó sử dụng tiếng vỗ tay và huýt sáo, cũng như những đoạn ad-libs và phần hát của Dupri và Fat Man Scoop. Việc phát triển bassline và tiến trình hợp âm của bài hát được căn chỉnh với các nốt piano và dàn dây. Nội dung lời bài hát mô tả cảm giác của nữ ca sĩ khi tham gia một bữa tiệc: "I came to have a party / Open off that Bacardi ... Purple taking me higher / I'm lifted and I like it." Sal Cinquemani của Slant Magazine khen ngợi lời bài hát và giai điệu, đồng thời cảm thấy bài hát giúp người nghe chuẩn bị tinh thần trước "chủ đề tiệc tùng" của album. Về mặt ca từ, "We Belong Together" được miêu tả là "lời tự sự tan vỡ vì tình yêu"; trong đó sử dụng tiếng búng tay, đánh trống trên nền piano. Carey sáng tác bản ballad mang âm hưởng phúc âm "Fly Like a Bird" cùng với James Wright. Lời bài hát được viết như một lời cầu nguyện, nhằm truyền tải thông điệp về tình yêu vô điều kiện dành cho Chúa. Bài hát có đoạn ghi âm lời nói từ mục sư của Carey, Clarence Keaton, người đọc hai câu trong Kinh thánh. Nữ ca sĩ sáng tác bản nhạc thứ năm "Say Somethin'" với phần rap của Snoop Dogg và được sản xuất bởi The Neptunes. Tác giả Dimitri Ehrlich của Vibe mô tả bản nhạc là "một sự kỳ lạ trong âm nhạc" và mô tả cấu trúc sản xuất là "những nhạc cụ kỳ lạ, những chuyển đổi giai điệu kỳ lạ, những mẫu trống cuồng nhiệt và một nền âm thanh tổng hợp." Về mặt ca từ, nhân vật chính có những ẩn ý về tình dục với người tình thông qua câu hát "If it's worth your while, do something good to me." Khi giải thích lời bài hát dưới góc nhìn phụ nữ, Cummings lưu ý rằng "một người phụ nữ nhút nhát không cần nói bất cứ điều gì để thu hút sự chú ý của đàn ông."
Carey viết "Mine Again" với nhà sản xuất James Poyser. Đây là bản ballad có các nốt đàn phím điện tử, âm thanh đĩa than nhịp nhàng và giai điệu thuộc thể loại phúc âm và R&B. "Stay the Night" được sản xuất bởi Carey và Kanye West, trong đó sử dụng đoạn lặp piano từ bản hát lại "Betcha by Golly, Wow" năm 1971 của Ramsey Lewis làm nhạc mẫu. Trong lời bài hát, nhân vật chính phải đối mặt với tình thế tiến thoái lưỡng nan khi qua đêm với người yêu cũ, dù anh ta đã có bạn gái. "Get Your Number" sử dụng đoạn hook từ đĩa đơn năm 1982 "Just an Illusion" của ban nhạc Anh Imagination, và sở hữu phần sản xuất từ "bộ đàn tổng hợp kiểu thập niên 80" và nhạc cụ vi tính. Lawrence Ferber của Windy City Times mô tả "Shake It Off" là một "cách tiếp cận vui tươi đối với sự cay đắng—và cụ thể hơn là một quả táo thối phản bội", với lời bài hát như "I gotta shake you off / Just like a Calgon commercial". Trong một cuộc phỏng vấn với Ferber, Carey mô tả đây là bài hát cô yêu thích nhất trong The Emancipation of Mimi: "'Shake It Off' có thể áp dụng cho bất cứ điều gì. Dù chúng ta trải qua những thị phi gì, hãy bật bài hát này lên và bạn sẽ tiêu tan sự lo lắng hay căng thẳng. Tôi sẽ nghe bài hát này ngay khi vừa kết thúc một cuộc họp khó chịu. Tôi phải gạt bỏ đi." Biên tập viên Jon Pareles của The New York Times cảm thấy rằng album tuân theo một công thức được thể hiện rõ nhất trong "Shake It Off": "Trong album này, các câu hát nằm ở quãng thấp, các đoạn điệp khúc ở mức cao hơn, và ở phần cuối của một số bài hát, Carey tự thưởng cho mình một vài nốt cao ngất trời quen thuộc để minh hoạ cho sự thăng hoa."

## Phát hành và quảng bá

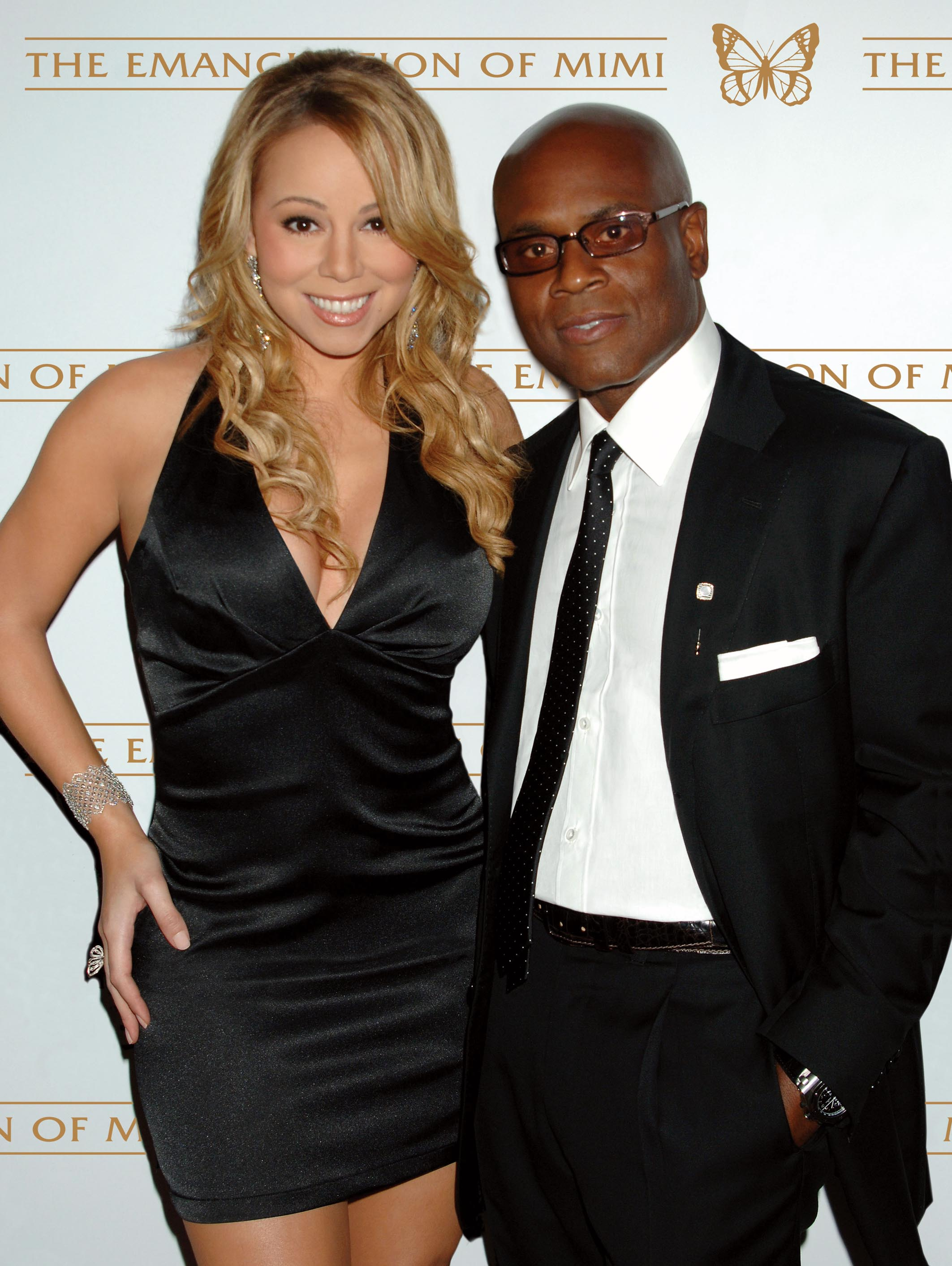
Carey, chụp với cựu giám đốc Island Records L.A. Reid vào năm 2005, tại bữa tiệc phát hành The Emancipation of Mimi

The Emancipation of Mimi được The Island Def Jam Music Group phát hành dưới dạng nhạc số và CD ở Mexico vào ngày 12 tháng 4 năm 2005. Ngày 4 tháng 4 năm 2005, album được phát hành tại Úc và New Zealand. Tại Vương quốc Anh, The Emancipation of Mimi được phân phối thông qua Mercury Records. Ngày hôm sau, album ra mắt tại Canada thông qua Universal Music Group. Vào ngày 12 tháng 4 năm 2005, album có mặt ở Pháp, Nhật Bản, và Hoa Kỳ, trước khi được phát hành ở Trung Quốc vào ngày 11 tháng 5 năm 2005. Trong phiên bản tại Anh quốc và Nhật Bản của album, "Sprung" và "Secret Love" được đưa vào dưới dạng bài hát bổ sung.
Bản phát hành lại của The Emancipation of Mimi, mang tên Ultra Platinum Edition, được phát hành vào ngày 15 tháng 11 năm 2005. Bản tái phát hành gồm hai phiên bản: Một ấn phẩm CD với bốn bài hát mới: "Don't Forget About Us" (đồng sáng tác và sản xuất bởi Carey và Jermaine Dupri), sau đó được phát hành làm đĩa đơn; "Makin' It Last All Night (What It Do)", hợp tác với Dupri; bản phối lại của "We Belong Together", hợp tác với rapper người Mỹ Styles P và Jadakiss; và một phiên bản mới của đĩa đơn năm 2006 "So Lonely" của Twista (ban đầu có sự góp mặt của Carey), trong đó cô hát thêm một đoạn. Phiên bản thứ hai là một bộ CD và DVD bản giới hạn, bao gồm những video ca nhạc từ The Emancipation of Mimi đã phát hành trước đó ("It's Like That", "We Belong Together", "Shake It Off" và "Get Your Number"), cũng như video vừa được quay lúc bấy giờ cho "Don't Forget About Us". Album đánh dấu lần phát hành đầu tiên của video "Get Your Number" tại Hoa Kỳ, vốn chỉ được ra mắt ở Châu Âu. "Sprung" và "Secret Love" sau đó được đưa vào bản nhạc số tái phát hành của Ultra Platinum Edition vào năm 2020.
Carey bắt đầu quảng bá album từ ngày 2 tháng 4 năm 2005, tại Giải Echo của Đức. Hai ngày sau, cô trình diễn "It's Like That" trên Wetten, dass..?. Tại Anh, nữ ca sĩ ghi hình hai phần xuất hiện trên chương trình âm nhạc Top of the Pops, trình diễn ba đĩa đơn đầu tiên của album. Carey bắt đầu tiến trình quảng bá ở Mỹ trên Good Morning America bằng một cuộc phỏng vấn và buổi hòa nhạc ngoài trời. Diễn ra tại Quảng trường Thời Đại và thu hút lượng khán giả lớn nhất tại đây kể từ Đêm Giao Thừa năm 2004, nữ ca sĩ thể hiện ba đĩa đơn đầu tiên trong album cùng với "Fly Like a Bird" và "Make It Happen" (1991). Trong tuần tiếp theo, cô trình diễn "We Belong Together" tại giải BET năm 2005, và xuất hiện tại chương trình đặc biệt thường niên Save the Music của VH1, được phát sóng trực tiếp vào ngày 17 tháng 4. Trong suốt tháng 5, Carey trình diễn "We Belong Together" trên Late Show with David Letterman (5 tháng 5), The Tonight Show with Jay Leno (11 tháng 5), The Ellen DeGeneres Show (13 tháng 5) và The Oprah Winfrey Show (24 tháng 5).
Trong giải Video âm nhạc của MTV năm 2005, Carey biểu diễn tại Khách sạn Quốc gia ở South Beach. Được hỗ trợ bởi Dupri, cô hát "Shake It Off" và phiên bản phối lại chính thức của "We Belong Together". Cô là nghệ sĩ hát chính tại Fashion Rocks năm 2005, ở Monaco. Vào ngày 15 tháng 11 năm 2005, Carey thể hiện "Shake It Off" và đĩa đơn mới từ bản tái phát hành của album, "Don't Forget About Us", trong thời gian nghỉ giữa hiệp của Trò chơi Lễ tạ ơn giữa Detroit Lions và Atlanta Falcons. Ngày 22 tháng 11 năm 2005, cô mở màn giải thưởng Âm nhạc Mỹ lần thứ 33 với "Don't Forget About Us". Hai tháng sau, cô được chọn làm nghệ sĩ hát chính tại Quả cầu Quảng trường Thời Đại vào Đêm Giao Thừa ở New York. Tại giải Grammy lần thứ 48 vào ngày 8 tháng 2 năm 2006, Carey trở lại sân khấu Grammy lần đầu tiên kể từ năm 1996. Màn trình diễn của cô bắt đầu bằng một đoạn video ghi hình trước, trong đó cô nói đến tầm quan trọng của Chúa và tôn giáo đối với cuộc đời cô. Sau đó, cô bước lên sân khấu và hát một đoạn của "We Belong Together", rồi chuyển sang "Fly like a Bird". Đây là tiết mục duy nhất được hoan nghênh nhiệt liệt tại khán phòng đêm đó, và được giới phê bình khen ngợi.

### Đĩa đơn

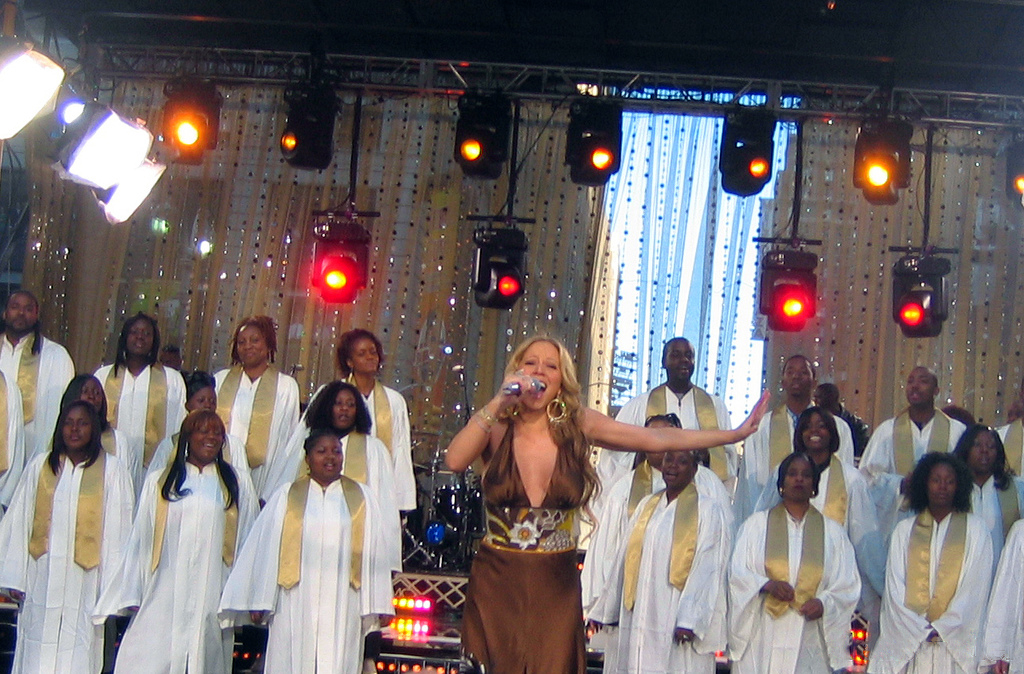
Carey trình diễn "Fly Like a Bird" trên Good Morning America

"It's Like That" được phát hành dưới dạng đĩa đơn chủ đạo của album vào ngày 7 tháng 1 năm 2005. Nhiều nhà phê bình dự đoán rằng bài hát sẽ khơi dậy lại sự nổi tiếng của Carey đối với khán giả MTV. Tác phẩm trở thành bài hát có thứ hạng toàn cầu cao nhất của cô trong nhiều năm và đạt vị trí thứ 16 trên bảng xếp hạng Billboard Hot 100.
"We Belong Together", đĩa đơn thứ hai của album, đã trở thành một trong những bản nhạc thành công nhất sự nghiệp của Carey. Đây là đĩa đơn quán quân thứ 16 của cô tại Hoa Kỳ với 14 tuần thống trị Hot 100; nhiều hơn bất kỳ đĩa đơn nào trong thập niên 2000. Ngoài việc phá vỡ nhiều kỷ lục của Nielsen BDS, bài hát còn được Billboard vinh danh là "Bài hát của thập niên 2000". "We Belong Together" cũng đứng đầu bảng xếp hạng ở Úc và lọt vào top 5 ở New Zealand, Hà Lan, Đan Mạch, Tây Ban Nha, Thụy Sĩ và Vương quốc Anh.
"Shake It Off" được chọn làm đĩa đơn thứ ba của The Emancipation of Mimi và đạt vị trí thứ hai trên Hot 100, chỉ đứng sau đĩa đơn trước của Carey, "We Belong Together". Thành tích trên đánh dấu lần đầu tiên trong lịch sử Billboard có một nữ nghệ sĩ chiếm giữ hai vị trí cao nhất trên bảng xếp hạng dưới tư cách hát chính. Bài hát cũng được phát hành dưới dạng đĩa đơn mặt A kép cùng với "Get Your Number" ở Úc và Vương quốc Anh, nơi đĩa đơn lọt vào top 10.
"Don't Forget About Us" được phát hành làm đĩa đơn chính của Ultra Platinum Edition, và là đĩa đơn thứ tư tổng thể trong album. Bài hát trở thành đĩa đơn quán quân thứ 17 của Carey tại Hoa Kỳ, cân bằng kỷ lục cho Nghệ sĩ hát đơn có nhiều đĩa đơn quán quân nhất với Elvis Presley (sau đó cô đã vượt qua vào năm 2008 với "Touch My Body"). "Fly Like a Bird" được phát hành dưới dạng đĩa đơn thứ năm từ album tại Mỹ, tiếp nối bởi "Say Somethin'". "Mine Again" không được chọn làm đĩa đơn nhưng đạt vị trí thứ 73 trên bảng xếp hạng Hot R&B/Hip-Hop Songs của Billboard nhờ vào lượng tiêu thụ.

### Lưu diễn

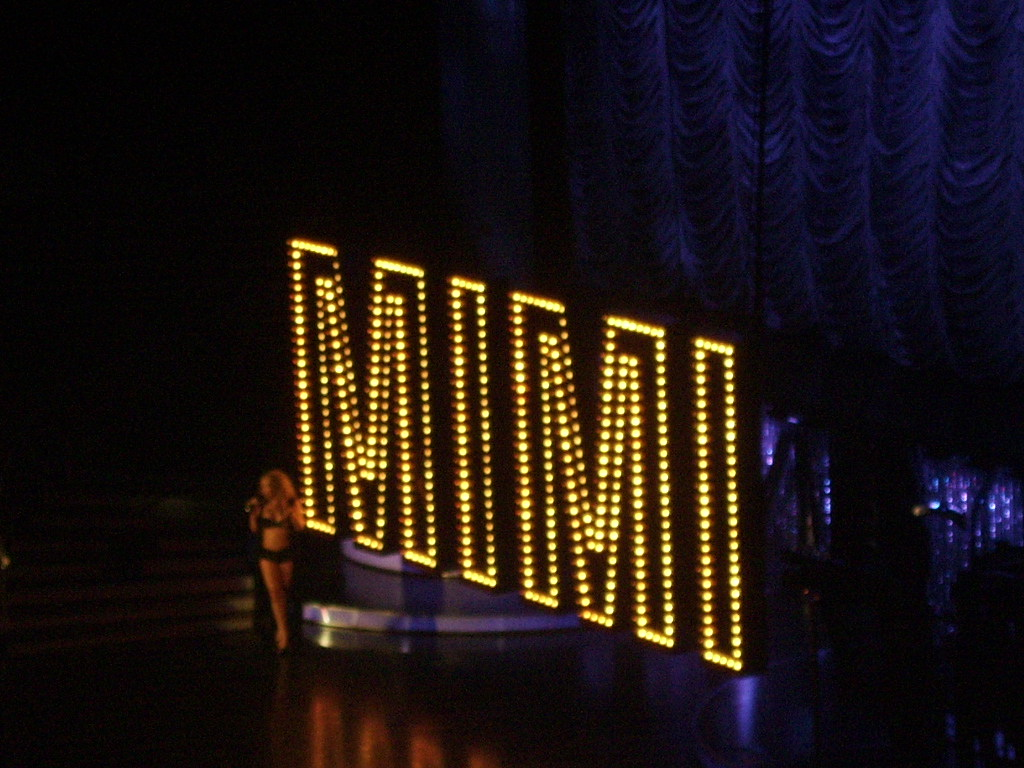
Carey muốn cân bằng giữa những bài hát quen thuộc, đồng thời giới thiệu bài hát mới và nhân cánh 'Mimi'. Bức ảnh chụp một đạo cụ sân khấu với khẩu hiệu của chuyến lưu diễn, 'MIMI'.

Mười sáu tháng sau khi phát hành album, Carey công bố chuyến lưu diễn đầu tiên sau ba năm The Adventures of Mimi: The Voice, The Hits, The Tour dựa theo tên quyển nhật ký âm nhạc của một "người hâm mộ trung thành của Carey". Bắt đầu vào ngày 22 tháng 7 năm 2006 và kết thúc vào ngày 28 tháng 10, chuyến lưu diễn bao gồm 40 đêm diễn, với 32 buổi ở Mỹ và Canada, 2 ở Châu Phi và 6 ở Nhật Bản. Chuyến lưu diễn có sự góp mặt của người bạn lâu năm của cô Randy Jackson với tư cách giám đốc âm nhạc. Trong một lần phỏng vấn với Associated Press, Carey mô tả về định hướng chuyến lưu diễn cũng như âm nhạc cô sẽ biểu diễn:

Với chuyến lưu diễn này, tôi sẽ cải biên lại một số bài hát cũ, để ... mang lại sức sống mới cho chúng. Điều đó không có nghĩa là chúng sẽ nghe hoàn toàn khác và làm mọi người lo lắng ... Tôi thích hát lại những bài hát theo nhiều thể loại nhạc khác nhau. Tôi thực sự muốn đi lưu diễn với những bài hát mới này cũng như những bản hit cũ. Những bài hát mới này có ý nghĩa rất lớn đối với tôi, khoảng thời gian này cũng thật tuyệt vời đối với tôi và tôi muốn trải nghiệm điều đó với người hâm mộ của mình.

Chuyến lưu diễn nhận được những ý kiến trái chiều từ các nhà phê bình, trong đó họ khen ngợi giọng hát của Carey nhưng không đánh giá cao sự thái quá của chương trình, như việc cô thay trang phục thường xuyên và quá nhiều video quay trước, gây mất tập trung. Tại Tunis, Carey trình diễn trước 80,000 người trong hai buổi hòa nhạc. Giữa chuyến lưu diễn, cô lên kế hoạch diễn hai đêm ở Hồng Kông, được lên lịch ngay sau buổi diễn ở Nhật Bản. Tuy nhiên, kế hoạch bị hủy ngay sau khi bán vé; Người quản lý lúc đó của Carey là Benny Medina cho biết việc hủy bỏ là do nhà tổ chức từ chối trả khoản bồi thường đã thỏa thuận. Nhà tổ chức đổ lỗi cho việc bán vé chậm (được cho là chỉ bán được 4,000 vé) và "những yêu cầu quá đáng của Carey". Medina sau đó phủ nhận lượng bán vé của nhà tổ chức, nói rằng 8,000 vé đã được bán. Anh nói rằng Carey sẽ biểu diễn miễn là cô được trả thù lao, bất kể lượng khán giả tham dự. Carey sau đó kiện nhà tổ chức, yêu cầu bồi thường một triệu đô la vì buổi hòa nhạc bị hủy đột ngột.

## Tiếp nhận chuyên môn
| Đánh giá chuyên môn  | Đánh giá chuyên môn |
| Điểm trung bình      | Điểm trung bình     |
| Nguồn                | Đánh giá            |
| -------------------- | ------------------- |
| Metacritic           | 64/100              |
| Nguồn đánh giá       |                     |
| Nguồn                | Đánh giá            |
| AllMusic             | [ 22 ]              |
| Blender              | [ 91 ]              |
| Entertainment Weekly | B                   |
| The Guardian         | [ 92 ]              |
| Los Angeles Times    | [ 93 ]              |
| NME                  | 2/10                |
| Pitchfork            | 9.0/10              |
| Rolling Stone        | [ 96 ]              |
| USA Today            | [ 97 ]              |
| Vibe                 | 4/5                 |

The Emancipation of Mimi nhận được 64 trên 100 điểm (nghĩa là "đánh giá nhìn chung là tích cực") trên Metacritic, một trang web thống kê điểm trung bình từ những bài đánh giá chuyên môn của các nhà phê bình. Stephen Thomas Erlewine của AllMusic gọi album là một "bản thu dance-pop được chế tác tinh xảo" và "sự trở lại tương đối" của Carey. Michael Paoletta từ Billboard không chỉ trích giọng hát của cô quá nhiều, viết rằng "mặc dù giọng hát cô ấy đã mất đi phần nào sức mạnh qua năm tháng, Mimi vẫn khéo léo thể hiện những điểm mạnh đáng kể của mình, với ca từ mạnh mẽ và cách sản xuất khéo léo." Paoletta ca ngợi The Emancipation of Mimi là album hay nhất của Carey kể từ Butterfly (1997). Michael Dougall Bell của Calgary Sun gọi giọng hát của Carey là "rất ấn tượng". Ông kết luận: "Mặc dù Emancipation có thể không đưa giá trị hoặc vị thế ngôi sao của Carey trở lại vị trí cũ và nơi giọng hát này xứng đáng có được, nhưng ít nhất cô ấy không lao dốc – cô ấy chỉ chững lại." Biên tập viên Tom Sinclair của Entertainment Weekly lưu ý rằng hầu như mọi bài hát đều "thể hiện sức mạnh thanh nhạc không thể phủ nhận của Carey". Đánh giá về "Fly Like a Bird", Sinclair kết luận, "Thật cảm động đến mức chúng tôi sẽ chống lại những cám dỗ thô bỉ và giải thích bài hát như một lời cầu xin để doanh số bán đĩa tăng cao. Sự giúp đỡ từ đấng tối cao luôn được hoan nghênh, nhưng Emancipation nghe có vẻ như sẽ tự hoạt động tốt thôi."
Jennifer Vineyard của MTV News cảm thấy tiêu đề album bị ảnh hưởng bởi Damita Jo của Janet Jackson, vốn cũng dựa trên một nhân cách khác. Theo Jenson Macey của BBC News, The Emancipation of Mimi là nỗ lực mạnh mẽ nhất của Carey từ thập niên 2000; anh nói rằng album "sẽ lại đưa cô ấy dẫn đầu danh sách sao hạng A." Caroline Sullivan từ The Guardian cho album 4 trên 5 sao, gọi đĩa nhạc là "thú vị, nhất quán và thành thị." Jon Pareles của The New York Times khen ngợi cách Carey viết toàn bộ nội dung của album. Ông cảm thấy âm thanh của bản thu âm rất mới mẻ và sáng tạo: "trong The Emancipation of Mimi, cô tự rèn luyện bản thân để có sự mạch lạc, sử dụng ít kỹ thuật hơn và nghe có vẻ đáng tin hơn. Cô cũng nhận thấy điều mà những ca sĩ kém kỹ thuật hơn coi là đương nhiên: một sự nhẹ nhàng nhất định sẽ giúp cô kiểm soát thoải mái hơn." Cummings từ PopMatters cho album 7 trên 10 sao, cho rằng đây là sự chuộc lỗi của Carey khỏi xiềng xích của hai album trước. Ông khen ngợi các đĩa đơn của album, nhưng gọi một số bản nhạc là "ngô nghê" và "sản xuất không cần thiết quá mức". Todd Burns từ Stylus Magazine chấm điểm B−, ngưỡng mộ sự đa dạng về nhịp điệu và nhịp độ của album. Tuy nhiên, Burns gọi một số tác phẩm của The Neptunes và Dupri là "vụng về", và gọi một số phần trong giọng hát của Carey là "căng thẳng, mỏng và nhẹ". Trong khi coi đây là một sự cải tiến so với những album cũ của cô trong thập niên, ông kết luận rằng "thực tế là giọng hát của cô ấy đã xuống cấp – một sự thật đơn giản là giọng hát của cô đã bị tàn phá trong 15 năm qua." Sal Cinquemani của Slant Magazine cho The Emancipation of Mimi 3.5 trên 5 sao, gọi đây là "sự chuộc lỗi", đồng thời khen ngợi sự đa dạng về nhịp điệu và cách sản xuất album. Nhà phê bình Andre Meyer của CBS News cho rằng chất liệu trong album "mạnh mẽ" hơn so với Charmbracelet, và mô tả rằng đây là một bước đi trong kế hoạch thống trị nhạc pop dài hạn của Carey, đồng thời mang đến "sự rung cảm bồn chồn của R&B vốn tạo nên sự nổi tiếng của Destiny's Child." Ông nói thêm rằng "Mariah đã trở lại với ca hát – trong khi vẫn phá vỡ những giới hạn về gu thẩm mỹ với những bộ trang phục có như không của mình." Trong ấn bản cập nhật 500 Album Vĩ đại nhất mọi thời đại do tạp chí Mỹ Rolling Stone xuất bản năm 2020 , album xếp ở vị trí thứ 389.

### Thành tích
| Nhà xuất bản         | Thành tưu                                        | Xếp hạng | Ct      |
| -------------------- | ------------------------------------------------ | -------- | ------- |
| Entertainment Weekly | 100 Album Xuất sắc nhất từ 1983 đến 2008         | 21       | [ 103 ] |
| Entertainment Weekly | Những tác phẩm kinh điển mới: Âm nhạc            | 21       | [ 104 ] |
| NPR                  | 150 Album Xuất sắc nhất Thực hiện bởi Nghệ sĩ Nữ | 143      | [ 105 ] |
| Rolling Stone        | 50 Album Xuất sắc nhất năm 2005                  | 43       | [ 106 ] |
| Rolling Stone        | 500 Album Vĩ đại nhất mọi thời đại               | 389      | [ 102 ] |
| Slant                | 10 Album Xuất sắc nhất năm 2005                  | 9        | [ 107 ] |
| Soul in Stereo       | 30 Album R&B Xuất sắc nhất thập niên 2000        | 3        | [ 108 ] |

## Hiệu suất thương mại

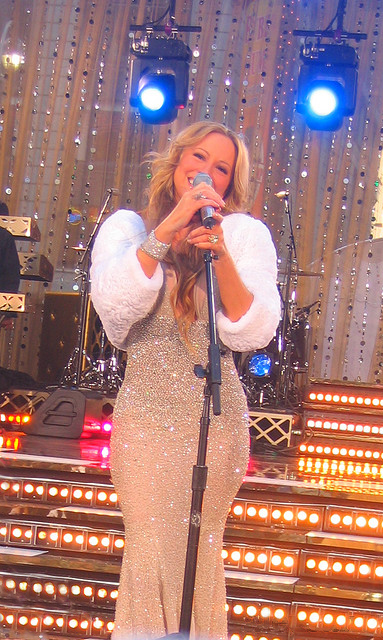
Carey trình diễn "We Belong Together" trên Good Morning America

The Emancipation of Mimi trở thành album bán chạy nhất của Carey tại Mỹ kể từ Daydream (1995). Album ra mắt ở vị trí số một trên bảng xếp hạng Billboard 200 với 404,000 bản được bán ra, đánh dấu doanh số tuần đầu cao nhất trong sự nghiệp của Carey, một kỷ lục tồn tại cho đến khi E=MC² mở màn với 463,000 bản vào năm 2008. Ở tuần thứ hai, đĩa nhạc tụt một bậc xuống vị trí thứ hai với doanh số 226,000 bản. Đây là album quán quân thứ năm của cô tại Hoa Kỳ và là tác phẩm thứ ba dẫn đầu ngay ở tuần ra mắt. Album trở lại vị trí số một ở tuần thứ tám sau khi bán được 172,000 bản. The Emancipation of Mimi trụ vững ở top 10 trong nhiều tháng, trước khi tụt xuống vị trí thứ 11 vào ngày 28 tháng 9 năm 2005. Album trở lại top 5 sau khi phát hành Ultra Platinum Edition, giúp album nhảy lên vị trí thứ tư, với doanh số 185,000 bản. The Emancipation of Mimi là album bán chạy nhất tại Mỹ năm 2005, với gần năm triệu bản được bán ra. Tính đến tuần cuối cùng của năm, album đã bán chạy hơn The Massacre của 50 Cent, vốn được phát hành trước đó hơn sáu tuần. Đây là album đầu tiên của một nữ nghệ sĩ hát đơn trở thành album bán chạy nhất năm kể từ Jagged Little Pill của Alanis Morissette vào năm 1996. Đĩa nhạc đạt sáu triệu bản tiêu thụ tại Mỹ vào tháng 10 năm 2013, và vào tháng 9 năm 2022, album được chứng nhận bảy đĩa Bạch kim bởi Hiệp hội Công nghiệp Ghi âm Hoa Kỳ (RIAA).
The Emancipation of Mimi lọt vào bảng xếp hạng album Úc vào ngày 17 tháng 4 năm 2005, ở vị trí thứ 13. Trong chiến dịch quảng bá cho "We Belong Together", album đạt vị trí cao nhất và trải qua một tuần ở vị trí thứ sáu. Tổng cộng, album tồn tại trên bảng xếp hạng trong 46 tuần. Đĩa nhạc được chứng nhận Bạch kim bởi Hiệp hội Công nghiệp ghi âm Úc (ARIA), công nhận lượng tiêu thụ đạt 70,000 đơn vị, và đứng vị trí thứ 27 trên bảng xếp hạng cuối năm. Tại Canada, The Emancipation of Mimi ra mắt và đạt vị trí thứ hai trên bảng xếp hạng album, với doanh số tuần đầu tiên là 11,000 đơn vị. Album sau đó được chứng nhận ba đĩa Bạch kim bởi Hiệp hội Công nghiệp ghi âm Canada (CRIA) cho doanh số 300,000 đơn vị. The Emancipation of Mimi ra mắt ở vị trí thứ bảy trên bảng xếp hạng album Anh quốc ngày 6 tháng 4 năm 2005. Ngày 23 tháng 7, 14 tuần sau khi ra mắt, album một lần nữa đạt đến vị trí cao nhất là thứ bảy. Sau một lần xuất hiện lại, album có tổng cộng 43 tuần đứng trên bảng xếp hạng, được chứng nhận hai đĩa Bạch kim bởi Ngành Công nghiệp ghi âm Anh (BPI) cho doanh số 600,000 bản. Đến tháng 5 năm 2008, doanh số bán album tại Anh đạt 621,352 đơn vị.
Tại Pháp, album ra mắt ở vị trí thứ tư vào ngày 9 tháng 4 năm 2005. Đĩa hát trải qua 51 tuần trên bảng xếp hạng và được chứng nhận Vàng bởi Tổ chức Xuất bản Âm thanh Quốc gia (SNEP), công nhận doanh số cán mốc 100,000 bản. Tám tháng sau khi phát hành ở Châu Âu, Liên đoàn Công nghiệp ghi âm Quốc tế (IFPI) chứng nhận đĩa Bạch kim cho The Emancipation of Mimi, ghi nhận lượng đĩa xuất xưởng đạt một triệu bản trên khắp lục địa. Tại Hồng Kông, album được trao Giải Đĩa Vàng, giải thưởng ghi nhận 10 album nước ngoài bán chạy nhất mỗi năm. The Emancipation of Mimi ra mắt ở vị trí thứ hai trên bảng xếp hạng Oricon tại Nhật Bản và được chứng nhận Bạch kim (250,000 bản được xuất xưởng) bởi Hiệp hội Công nghiệp Ghi âm Nhật Bản (RIAJ). Vào cuối năm 2005, IFPI cho biết The Emancipation of Mimi đã bán được 7.7 triệu bản trên toàn cầu và là album bán chạy thứ hai trong năm, sau X&Y của Coldplay. Đây là album bán chạy nhất năm của một nghệ sĩ nữ và hát đơn. Tính đến tháng 10 năm 2011, The Emancipation of Mimi bán được mười triệu bản trên toàn thế giới. Ngoài ra, album xếp thứ 52 trong danh sách Top 200 Album Billboard của mọi thời đại, dựa vào thành tích trên bảng xếp hạng Billboard 200.

## Giải thưởng và đề cử
Kể từ khi phát hành, The Emancipation of Mimi đã nhận được nhiều giải thưởng và đề cử, bao gồm mười đề cử giải Grammy trong năm 2006–07: tám đề cử vào năm 2006 cho bản phát hành đầu tiên (số lượng đề cử nhiều nhất của Carey trong một năm) và 2 đề cử vào năm 2007 cho Ultra Platinum Edition. Năm 2006, Carey đoạt giải Album R&B đương đại xuất sắc nhất cho The Emancipation of Mimi, cũng như Trình diễn giọng R&B nữ xuất sắc nhất và Bài hát R&B xuất sắc nhất cho "We Belong Together". Carey được đề cử ở các hạng mục Album của năm (The Emancipation of Mimi), Thu âm của năm ("We Belong Together"), Bài hát của năm ("We Belong Together"), Trình diễn giọng pop nữ xuất sắc nhất ("It's Like That") và Trình diễn giọng R&B truyền thống xuất sắc nhất ("Mine Again"). Năm 2007, "Don't Forget About Us" được đề cử cho Trình diễn giọng R&B nữ xuất sắc nhất và Bài hát R&B xuất sắc nhất.
The Emancipation of Mimi chiến thắng giải thưởng Vibe năm 2005 cho Album của năm và giải thưởng Âm nhạc Soul Train năm 2006 cho Album R&B/Soul nữ xuất sắc nhất. Rolling Stone xếp album ở vị trí thứ 43 trong danh sách những album xuất sắc nhất năm 2005, và Entertainment Weekly xếp album ở vị trí thứ 21 trong danh sách "Top 100 Album xuất sắc nhất trong 25 năm qua". "We Belong Together" cũng giành được một giải thưởng Lựa chọn Thiếu niên, một giải thưởng Âm nhạc Thế giới, năm giải thưởng Âm nhạc Billboard, bốn giải thưởng Âm nhạc Radio, và ba giải Bambi. "Shake It Off" và "Don't Forget About Us" cũng giành được thêm hai giải Bambi. Sau khi Carey nhận giải Bambi, những chiếc cúp trao giải đã bị đánh cắp khỏi phòng thay đồ của cô và lập tức thu hút sự chú ý trên truyền thông.

## Danh sách bài hát
| The Emancipation of Mimi – Bản tiêu chuẩn | The Emancipation of Mimi – Bản tiêu chuẩn      | The Emancipation of Mimi – Bản tiêu chuẩn                                                                      | The Emancipation of Mimi – Bản tiêu chuẩn | The Emancipation of Mimi – Bản tiêu chuẩn |
| STT                                       | Nhan đề                                        | Sáng tác | Sản xuất                                  | Thời lượng                                |
| ----------------------------------------- | ---------------------------------------------- | --- | ----------------------------------------- | ----------------------------------------- |
| 1.                                        | "It's Like That"                               | Mariah Carey Jermaine Dupri Manuel Seal Johntá Austin                                                          | Dupri Carey Seal                          | 3:23                                      |
| 2.                                        | "We Belong Together"                           | Carey Dupri Seal Austin Darnell Bristol Kenneth Edmonds Sidney DeWayne Bobby Womack Patrick Moten Sandra Sully | Dupri Carey Seal                          | 3:21                                      |
| 3.                                        | "Shake It Off"                                 | Carey Dupri Bryan-Michael Cox Austin                                                                           | Dupri Carey Cox                           | 3:52                                      |
| 4.                                        | "Mine Again"                                   | Carey James Poyser                                                                                             | Poyser Carey                              | 4:01                                      |
| 5.                                        | "Say Somethin'" (hợp tác với Snoop Dogg)       | Carey Pharrell Williams Chad Hugo Calvin Broadus                                                               | The Neptunes                              | 3:44                                      |
| 6.                                        | "Stay the Night"                               | Carey Kanye West Thom Bell Linda Creed                                                                         | West Carey                                | 3:57                                      |
| 7.                                        | "Get Your Number" (hợp tác với Jermaine Dupri) | Carey Dupri James Phillips Cox Austin Steve Jolley Tony Swain Leslie John Ashley Ingram                        | Dupri Carey LRoc                          | 3:15                                      |
| 8.                                        | "One and Only" (hợp tác với Twista)            | Carey Samuel Lindley Carl Mitchell                                                                             | The Legendary Traxster Carey              | 3:14                                      |
| 9.                                        | "Circles"                                      | Carey James Wright                                                                                             | Carey Wright                              | 3:30                                      |
| 10.                                       | "Your Girl"                                    | Carey Mark Shemer                                                                                              | Scram Jones Carey                         | 2:46                                      |
| 11.                                       | "I Wish You Knew"                              | Carey Wright                                                                                                   | Carey Wright                              | 3:34                                      |
| 12.                                       | "To the Floor" (hợp tác với Nelly)             | Carey Williams Hugo Cornell Haynes                                                                             | The Neptunes                              | 3:27                                      |
| 13.                                       | "Joy Ride"                                     | Carey Jeffery Grier                                                                                            | Young Genius Carey                        | 4:03                                      |
| 14.                                       | "Fly Like a Bird"                              | Carey Wright                                                                                                   | Carey Wright                              | 3:52                                      |
| Tổng thời lượng:                          | Tổng thời lượng:                               | Tổng thời lượng:                                                                                               | Tổng thời lượng:                          | 50:00                                     |

| The Emancipation of Mimi – Bản tại Vương quốc Anh (bản nhạc bổ sung) | The Emancipation of Mimi – Bản tại Vương quốc Anh (bản nhạc bổ sung) | The Emancipation of Mimi – Bản tại Vương quốc Anh (bản nhạc bổ sung) | The Emancipation of Mimi – Bản tại Vương quốc Anh (bản nhạc bổ sung) | The Emancipation of Mimi – Bản tại Vương quốc Anh (bản nhạc bổ sung) |
| STT                                                                  | Nhan đề                                                              | Sáng tác                                                             | Sản xuất                                                             | Thời lượng                                                           |
| -------------------------------------------------------------------- | -------------------------------------------------------------------- | -------------------------------------------------------------------- | -------------------------------------------------------------------- | -------------------------------------------------------------------- |
| 15.                                                                  | "Sprung"                                                             | Carey Imsomie Leeper Gloria Jones Pamela Sawyer                      | Carey Mahogany Music                                                 | 3:26                                                                 |
| Tổng thời lượng:                                                     | Tổng thời lượng:                                                     | Tổng thời lượng:                                                     | Tổng thời lượng:                                                     | 53:25                                                                |

| The Emancipation of Mimi – Bản tại Nhật Bản (bản nhạc bổ sung) | The Emancipation of Mimi – Bản tại Nhật Bản (bản nhạc bổ sung) | The Emancipation of Mimi – Bản tại Nhật Bản (bản nhạc bổ sung) | The Emancipation of Mimi – Bản tại Nhật Bản (bản nhạc bổ sung) | The Emancipation of Mimi – Bản tại Nhật Bản (bản nhạc bổ sung) |
| STT                                                            | Nhan đề                                                        | Sáng tác                                                       | Sản xuất                                                       | Thời lượng                                                     |
| -------------------------------------------------------------- | -------------------------------------------------------------- | -------------------------------------------------------------- | -------------------------------------------------------------- | -------------------------------------------------------------- |
| 16.                                                            | "Secret Love"                                                  | Carey Kaseem Dean                                              | Carey Swizz Beatz                                              | 3:09                                                           |
| Tổng thời lượng:                                               | Tổng thời lượng:                                               | Tổng thời lượng:                                               | Tổng thời lượng:                                               | 56:34                                                          |

| The Emancipation of Mimi: Ultra Platinum Edition | The Emancipation of Mimi: Ultra Platinum Edition                     | The Emancipation of Mimi: Ultra Platinum Edition                                                              | The Emancipation of Mimi: Ultra Platinum Edition | The Emancipation of Mimi: Ultra Platinum Edition |
| STT                                              | Nhan đề                                                              | Sáng tác | Sản xuất                                         | Thời lượng                                       |
| ------------------------------------------------ | -------------------------------------------------------------------- | --- | ------------------------------------------------ | ------------------------------------------------ |
| 15.                                              | "Don't Forget About Us"                                              | Carey Dupri Cox Austin                                                                                        | Carey Dupri Cox                                  | 3:53                                             |
| 16.                                              | "Makin' It Last All Night (What It Do)" (hợp tác với Jermaine Dupri) | Carey Dupri Cox Austin Jarod Alston Dalvin Degrate Donald Degrate                                             | Carey Dupri                                      | 3:51                                             |
| 17.                                              | "So Lonely (One and Only Part II)" (hợp tác với Twista)              | Carl Mitchell Carey Rodney Jerkins Adonis Shropshire Makeba Riddick LaShawn Daniels                           | Carey Darkchild                                  | 3:53                                             |
| 18.                                              | "We Belong Together" (Remix) (hợp tác với Jadakiss and Styles P)     | Carey Dupri Seal Austin Edmonds Bristol DeWayne Womack Moten Sully (non-credited) Jason Phillips David Styles | Carey DJ Clue                                    | 4:25                                             |
| Tổng thời lượng:                                 | Tổng thời lượng:                                                     | Tổng thời lượng:                                                                                              | Tổng thời lượng:                                 | 66:00                                            |

| The Emancipation of Mimi: Ultra Platinum Edition – Bản tái phát hành nhạc số 2021 (bản nhạc bổ sung) | The Emancipation of Mimi: Ultra Platinum Edition – Bản tái phát hành nhạc số 2021 (bản nhạc bổ sung) | The Emancipation of Mimi: Ultra Platinum Edition – Bản tái phát hành nhạc số 2021 (bản nhạc bổ sung) | The Emancipation of Mimi: Ultra Platinum Edition – Bản tái phát hành nhạc số 2021 (bản nhạc bổ sung) | The Emancipation of Mimi: Ultra Platinum Edition – Bản tái phát hành nhạc số 2021 (bản nhạc bổ sung) |
| STT                                                                                                  | Nhan đề                                                                                              | Sáng tác                                                                                             | Sản xuất                                                                                             | Thời lượng                                                                                           |
| --- | --- | --- | --- | --- |
| 19.                                                                                                  | "Secret Love"                                                                                        | Carey Dean                                                                                           | Carey Swizz Beatz                                                                                    | 3:09                                                                                                 |
| 20.                                                                                                  | "Sprung"                                                                                             | Carey Leeper Jones Sawyer                                                                            | Carey Mahogany Music                                                                                 | 3:26                                                                                                 |

| The Emancipation of Mimi – Bản tái phát hành đĩa than 2020 (bản nhạc bổ sung) | The Emancipation of Mimi – Bản tái phát hành đĩa than 2020 (bản nhạc bổ sung) | The Emancipation of Mimi – Bản tái phát hành đĩa than 2020 (bản nhạc bổ sung)                     | The Emancipation of Mimi – Bản tái phát hành đĩa than 2020 (bản nhạc bổ sung) | The Emancipation of Mimi – Bản tái phát hành đĩa than 2020 (bản nhạc bổ sung) |
| STT                                                                           | Nhan đề                                                                       | Sáng tác                                                                                          | Sản xuất                                                                      | Thời lượng                                                                    |
| ----------------------------------------------------------------------------- | ----------------------------------------------------------------------------- | ------------------------------------------------------------------------------------------------- | ----------------------------------------------------------------------------- | ----------------------------------------------------------------------------- |
| 15.                                                                           | "We Belong Together" (Remix) (hợp tác với Jadakiss and Styles P)              | Carey Dupri Seal Austin Edmonds Bristol DeWayne Womack Moten Sully (non-credited) Phillips Styles | Carey DJ Clue                                                                 | 4:25                                                                          |
| 16.                                                                           | "Don't Forget About Us"                                                       | Carey Dupri Cox Austin                                                                            | Carey Dupri Cox                                                               | 3:53                                                                          |
| 17.                                                                           | "Makin' It Last All Night (What It Do)" (hợp tác với Jermaine Dupri)          | Carey Dupri Cox Austin Alston Dalvin Degrate Donald Degrate                                       | Carey Dupri                                                                   | 3:51                                                                          |
| 18.                                                                           | "Sprung"                                                                      | Carey Leeper Jones Sawyer                                                                         | Carey Mahogany Music                                                          | 3:26                                                                          |
| 19.                                                                           | "Secret Love"                                                                 | Carey Dean                                                                                        | Carey Swizz Beatz                                                             | 3:09                                                                          |
| Tổng thời lượng:                                                              | Tổng thời lượng:                                                              | Tổng thời lượng:                                                                                  | Tổng thời lượng:                                                              | 68:44                                                                         |

| The Emancipation of Mimi: Ultra Platinum Edition – (DVD kèm theo) | The Emancipation of Mimi: Ultra Platinum Edition – (DVD kèm theo) | The Emancipation of Mimi: Ultra Platinum Edition – (DVD kèm theo) |
| STT                                                               | Nhan đề                                                           | Thời lượng                                                        |
| ----------------------------------------------------------------- | ----------------------------------------------------------------- | ----------------------------------------------------------------- |
| 1.                                                                | "It's Like That" (video)                                          |                                                                   |
| 2.                                                                | "We Belong Together" (video)                                      |                                                                   |
| 3.                                                                | "Shake It Off" (video)                                            |                                                                   |
| 4.                                                                | "Get Your Number" (video)                                         |                                                                   |
| 5.                                                                | "Don't Forget About Us" (video)                                   |                                                                   |

Ghi chú nhạc mẫu
- "It's Like That" sử dụng nhạc mẫu "Hollis Crew" của Run-DMC và "La Di Da Di" của Doug E. Fresh và MC Ricky D
- "We Belong Together" sử dụng nhạc mẫu "If You Think You're Lonely Now" của Bobby Womack và "Stares and Whispers" của Renée Geyer
- "Stay the Night" sử dụng nhạc mẫu "Betcha by Golly Wow!" của Ramsey Lewis và "Who's in the House" của The 45 King
- "Get You Number" sử dụng nhạc mẫu "Just an Illusion" của Imagination và "Weak at the Knees" của Steve Arrington
- "Your Girl" sử dụng nhạc mẫu "A Life with You" của Adeaze
- "Sprung" sử dụng nhạc mẫu "Do it Again" của The New Birth
- "Makin' It Last All Night (What It Do)" sử dụng nhạc mẫu "Freek'n You" của Jodeci
- "We Belong Together" (Remix) sử dụng nhạc mẫu "Two Occasions" của The Deele và "If You Think You're Lonely Now" của Bobby Womack

## Thành phần thực hiện
Thành phần thực hiện được trích từ ghi chú của The Emancipation of Mimi.
- Mariah Carey – sản xuất (bài 1–4, 6–11, 13–14), giám đốc điều hành, hát chính (tất cả), hát nền (bài 1–3, 6, 8–11, 13–14)
- Courtney Bradley – hát nền (bài 14)
- Calvin Broadus – giọng hát (bài 5)
- Rick Brunermer – sáo (bài 4, 9, 11), saxophone tenor (9, 11)
- Jason Carson – hỗ trợ kỹ sư thu âm (bài 5, 12)
- Dana Jon Chappelle – kỹ sư thu âm (bài 4–6, 8–14)
- Andrew Coleman – kỹ sư thu âm (bài 5, 12)
- Bryan-Michael Cox –  sản xuất (bài 3)
- Jeff Dieterie – trombone (bài 4, 9, 11), trombone bass (9, 11)
- Darryl Dixon – saxophone alto (bài 4, 9, 11)
- Charley Drayton – trống (bài 4, 9, 11)
- Jermaine Dupri –  sản xuất (1–3, 7), phối khí âm thanh (3, 7),  giọng hát (1, 3, 7)
- Manuel Farolfi – hỗ trợ kỹ sư thu âm (bài 6, 8–9, 14)
- Jason Finkel – hỗ trợ kỹ sư thu âm (bài 4, 6, 9, 11, 14)
- Isaac Freeman – giọng rap hỗ trợ (bài 1)
- Brian Frye – kỹ sư thu âm (bài 7)
- Brian Garten – kỹ sư thu âm (tất cả), phối khí âm thanh
- Cornell Haynes – giọng hát (bài 12)
- Loris Holland – đàn phím hỗ trợ (bài 9, 11, 14)
- John Horesco – kỹ sư thu âm (bài 1–3, 7), phối khí âm thanh
- Chops Horns – kèn cor (bài 4, 9, 11)
- Chad Hugo – sản xuất (bài 5, 12)
- Ken Duro Ifill – phối khí
- Randy Jackson – bass (bài 4, 9, 11)
- Jeffrey Lee Johnson – guitar (bài 4, 9, 11)
- Rev. Dr. Clarence Keaton – giọng nói (bài 14)
- Michael Leedy – hỗ trợ kỹ sư thu âm (bài 4, 6, 9, 11, 14)
- Samuel "Legendary Traxster" Lindley – sản xuất (bài 8)
- Trey Lorenz –  hát nền (bài 7, 11, 13–14)
- Manny Marroquin – phối khí âm thanh (bài 6)
- Carl Mitchell –  giọng hát (bài 8)
- Mike Pierce – kỹ sư thu âm (bài 8)
- James Phillips – sản xuất (bài 7)
- Jason Phillips – giọng hát
- Herb Power – master
- James Poyser – sản xuất, đàn phím (bài 4)
- L.A. Reid – giám đốc điều hành
- Joe Romano – kèn Flugelhorn, trumpet (bài 4, 9, 11)
- Manuel Seal – sản xuất (bài 1–2)
- Ernesto Shaw – phối khí
- Marc Shemer –  sản xuất (bài 10)
- Dexter Simmons – phối khí
- David Styles – giọng hát
- Phil Tan – phối khí âm thanh (bài 1–5, 7, 9, 11–14)
- Maryann Tatum – hát nền (bài 1, 9–11, 14)
- Sherry Tatum – hát nền (bài 1, 9, 11, 14)
- Pat Viala – phối khí âm thanh (bài 8, 10)
- Jeff Villanueva – kỹ sư
- Kanye West – sản xuất (bài 6)
- Pharrell Williams – sản xuất, giọng hát (bài 5, 12)
- James Wright – sản xuất (9, 11, 14), đàn phím (9, 11)

## Xếp hạng
| Bảng xếp hạng (2005)                     | Vị trí cao nhất |
| ---------------------------------------- | --------------- |
| Album Úc (ARIA)                          | 6               |
| Album Úc Urban (ARIA)                    | 1               |
| Album Áo (Ö3 Austria)                    | 19              |
| Album Bỉ (Ultratop Vlaanderen)           | 31              |
| Album Bỉ (Ultratop Wallonie)             | 26              |
| Album Canada (Billboard)                 | 2               |
| Album Cộng hòa Séc (ČNS IFPI)            | 74              |
| Album Đan Mạch (Hitlisten)               | 2               |
| Album Hà Lan (Album Top 100)             | 8               |
| Album Châu Âu (Top 100)                  | 4               |
| Album Pháp (SNEP)                        | 4               |
| Album Đức (Offizielle Top 100)           | 14              |
| Album Hy Lạp (IFPI)                      | 1               |
| Album Ireland (IRMA)                     | 18              |
| Album Ý (FIMI)                           | 15              |
| Album Nhật Bản (Oricon)                  | 2               |
| Album New Zealand (RMNZ)                 | 12              |
| Album Ba Lan (ZPAV)                      | 22              |
| Album Bồ Đào Nha (AFP)                   | 25              |
| Album Scotland (OCC)                     | 31              |
| Album Singapore (RIAS)                   | 4               |
| Album Tây Ban Nha (PROMUSICAE)           | 15              |
| Album Thụy Điển (Sverigetopplistan)      | 32              |
| Album Thụy Sĩ (Schweizer Hitparade)      | 9               |
| Album Anh Quốc (OCC)                     | 7               |
| Album Anh Quốc Jazz & Blues (OCC)        | 18              |
| Album Anh Quốc R&B (OCC)                 | 2               |
| Album Hoa Kỳ Billboard 200               | 1               |
| Album Hoa Kỳ Top R&B/Hip-Hop (Billboard) | 1               |

| Bảng xếp hạng (2005)  | Vị trí cao nhất |
| --------------------- | --------------- |
| Album Hàn Quốc (RIAK) | 3               |

| Bảng xếp hạng (2005)                      | Vị trí |
| ----------------------------------------- | ------ |
| Album Úc (ARIA)                           | 27     |
| Album Úc Urban (ARIA)                     | 4      |
| Album Bỉ (Ultratop Wallonia)              | 94     |
| Album Hà Lan (Album Top 100)              | 47     |
| Album Châu Âu (Billboard)                 | 37     |
| Album Pháp (SNEP)                         | 58     |
| Album Đức (Offizielle Top 100)            | 79     |
| Album Nhật Bản (Oricon)                   | 51     |
| Album New Zealand (RMNZ)                  | 42     |
| Album Thụy Sĩ (Schweizer Hitparade)       | 78     |
| Album Anh Quốc (OCC)                      | 31     |
| Hoa Kỳ Billboard 200                      | 4      |
| Hoa Kỳ Top R&B/Hip-Hop Albums (Billboard) | 2      |
| Toàn cầu (IFPI)                           | 2      |
| Bảng xếp hạng (2006)                      | Vị trí |
| Album Úc Urban (ARIA)                     | 17     |
| Hoa Kỳ Billboard 200                      | 11     |
| Hoa Kỳ Top R&B/Hip-Hop Albums (Billboard) | 7      |

| Bảng xếp hạng (2000–2009)                 | Vị trí |
| ----------------------------------------- | ------ |
| Hoa Kỳ Billboard 200                      | 27     |
| Hoa Kỳ Top R&B/Hip-Hop Albums (Billboard) | 6      |

| Bảng xếp hạng                             | Vị trí |
| ----------------------------------------- | ------ |
| Hoa Kỳ Billboard 200                      | 52     |
| Hoa Kỳ Billboard 200 (Nữ)                 | 19     |
| Hoa Kỳ Top R&B/Hip-Hop Albums (Billboard) | 13     |

## Chứng nhận
| Quốc gia | Chứng nhận  | Số đơn vị/doanh số chứng nhận |
| --- | ----------- | ----------------------------- |
| Úc (ARIA) | Bạch kim    | 70.000^                       |
| Brasil (Pro-Música Brasil) | Vàng        | 60,000                        |
| Canada (Music Canada) | 3× Bạch kim | 300.000^                      |
| Pháp (SNEP) | Vàng        | 100.000*                      |
| Đức (BVMI) | Vàng        | 150.000‡                      |
| Nhật Bản (RIAJ) | Bạch kim    | 259,275                       |
| New Zealand (RMNZ) | Bạch kim    | 15.000^                       |
| South Korea | —           | 15,239                        |
| Anh Quốc (BPI) | 2× Bạch kim | 621,352                       |
| Hoa Kỳ (RIAA) | 7× Bạch kim | 7.000.000‡                    |
| Tổng hợp |             |                               |
| Châu Âu (IFPI) | Bạch kim    | 1.000.000*                    |
| Toàn cầu | —           | 10,000,000                    |
| * Chứng nhận dựa theo doanh số tiêu thụ. ^ Chứng nhận dựa theo doanh số nhập hàng. ‡ Chứng nhận dựa theo doanh số tiêu thụ và phát trực tuyến. |             |                               |